# Popilius eclipticus
Popilius eclipticus là một loài bọ cánh cứng trong họ Passalidae.